# Trifluoracetylfluorid
Trifluoracetylfluorid (auch Trifluoressigsäurefluorid) ist eine organisch chemische Verbindung aus der Gruppe der Carbonsäurefluoride, konkret das Fluorid der Trifluoressigsäure.

## Vorkommen
Trifluoracetylfluorid kommt in der Atmosphäre als Abbauprodukt von fluorierten Verbindungen vor, die als Kältemittel eingesetzt werden, beispielsweise 1,1,1,2-Tetrafluorethan, 2-Chlor-1,1,1-trifluorethan, 2,3,3,3-Tetrafluorpropen oder 1,1,1,2,3,3,3-Heptafluorpropan. Durch Photolyse kann es weiter zu Tetrafluormethan und Kohlenmonoxid zersetzt werden. Durch Hydrolyse entsteht aus Trifluoracetylfluorid Trifluoressigsäure.

## Herstellung
Trifluoracetylfluorid kann durch die elektrochemische Fluorierung von Acetylchlorid oder Acetanhydrid hergestellt werden. Es entsteht auch durch Umlagerung von Perfluorethylacetat, die zwei Moleküle Trifluoracetylfluorid ergibt.

## Verwendung
Trifluoracetylfluorid ist ein wichtiges industrielles Intermediat für Trifluoressigsäure, die durch dessen Hydrolyse hergestellt wird.